# Artamus maximus
Artamus maximus е вид птица от семейство Artamidae.

## Разпространение
Видът е разпространен в Индонезия и Папуа Нова Гвинея.